# 矢作駅
矢作駅（やはぎえき）は、新潟県西蒲原郡弥彦村大字矢作にある、東日本旅客鉄道（JR東日本）弥彦線の駅。

## 歴史
- 1916年（大正5年）10月16日：越後鉄道・弥彦駅 - 西吉田駅（現在の吉田駅）間開通の際、停留場として新設[1]。
- 1927年（昭和2年）10月1日：越後鉄道が国有化[2]。国鉄弥彦線所属となる。停車場（駅）に昇格[2]。貨物の扱いを開始[2]。
- 1949年（昭和24年）9月19日：同駅接続専用線発着の車扱貨物の取り扱いを開始[3]。
- 1960年（昭和35年）3月25日：貨物の扱いを廃止[2]。
- 1963年（昭和38年）5月1日：業務委託駅となる[4]。
- 1973年（昭和48年）12月1日：荷物の扱いを廃止[2]。駅員無配置化[5]。
- 1987年（昭和62年）4月1日：国鉄分割民営化により、JR東日本の駅となる[2]。
- 2008年（平成20年）3月15日：ICカード「Suica」の利用が可能となる[6]。
- 2012年（平成24年）5月1日：名誉駅長を配置[7]。

## 駅構造
駅舎（北側）に面する単式ホーム1面1線を有する地上駅である。ホーム長は4両編成までに対応している。弥彦駅 - 吉田駅間の定期列車はすべて2両編成だが、5両以上の編成の列車が臨時列車や延長運転などで弥彦方面へ乗り入れる際は、当駅では弥彦方4両をホーム上に停車させてドア扱いを行い、吉田方の5両目以降ではドアカットが実施される。
無人駅で、燕三条駅が管理する。駅舎は事務室・窓口の設備はあるが待合室の機能のみ。ホーム入口付近には簡易Suica改札機が設置されている。
なお、当駅には2012年（平成24年）春から、JR東日本新潟支社が無人駅周辺の美化活動などを、同社を退職した近隣在住のOBにボランティアとして委嘱する「名誉駅長」が配置されている。また、かつては簡易委託駅で、駅前の店舗が乗車券発売を受託していたが、既に廃業している。

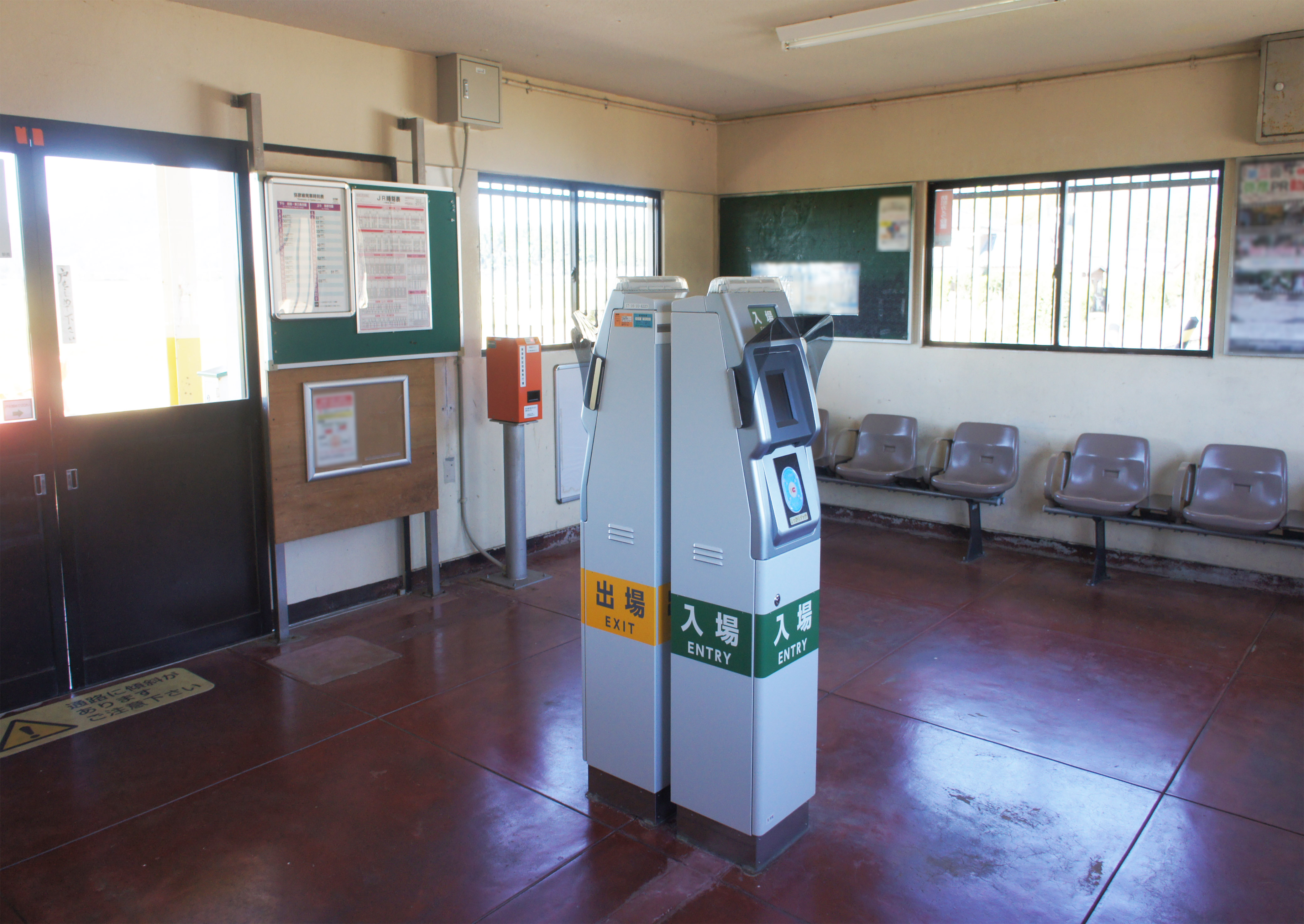
待合室と改札口（2021年9月）
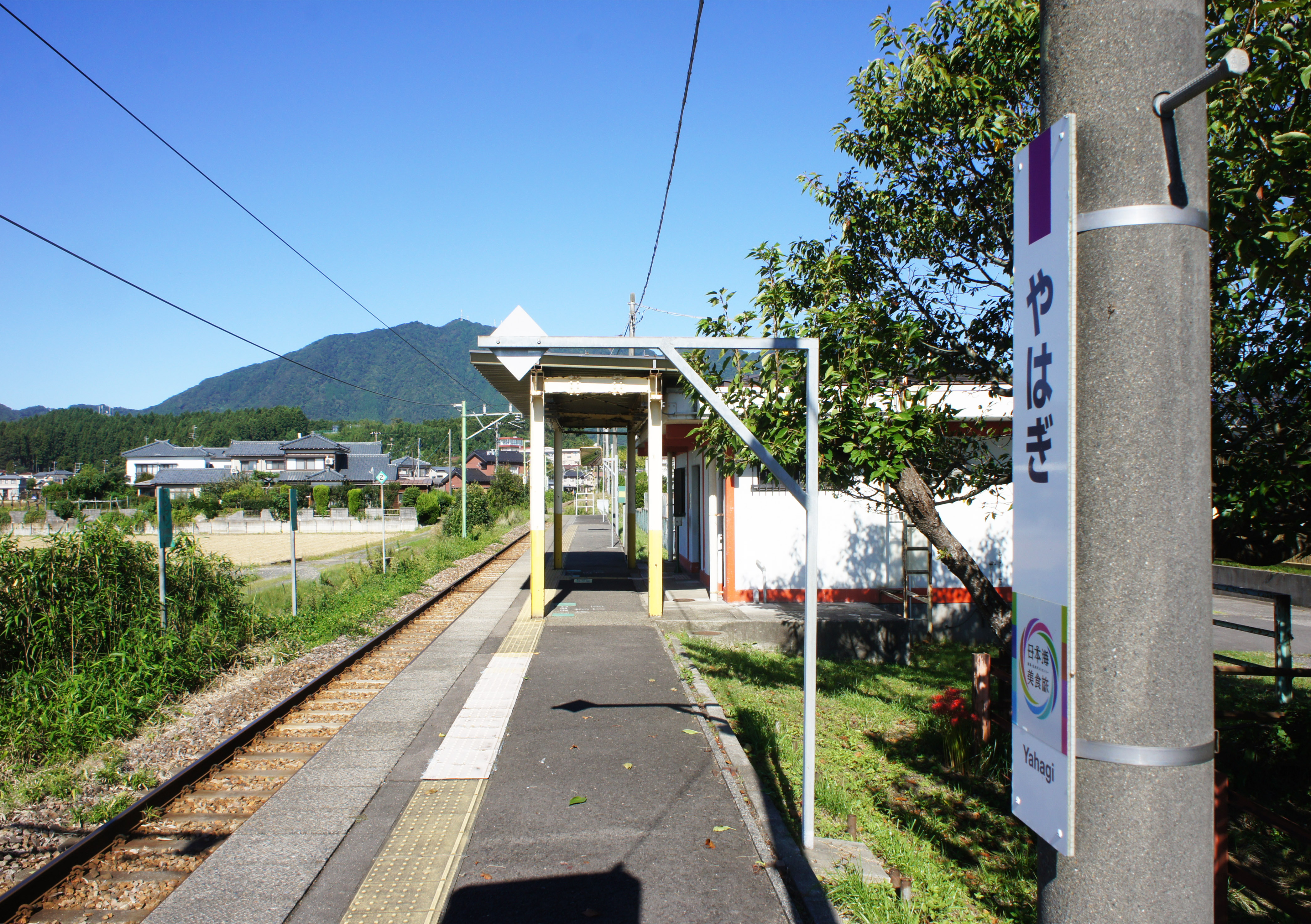
ホーム（2021年9月）

## 駅周辺

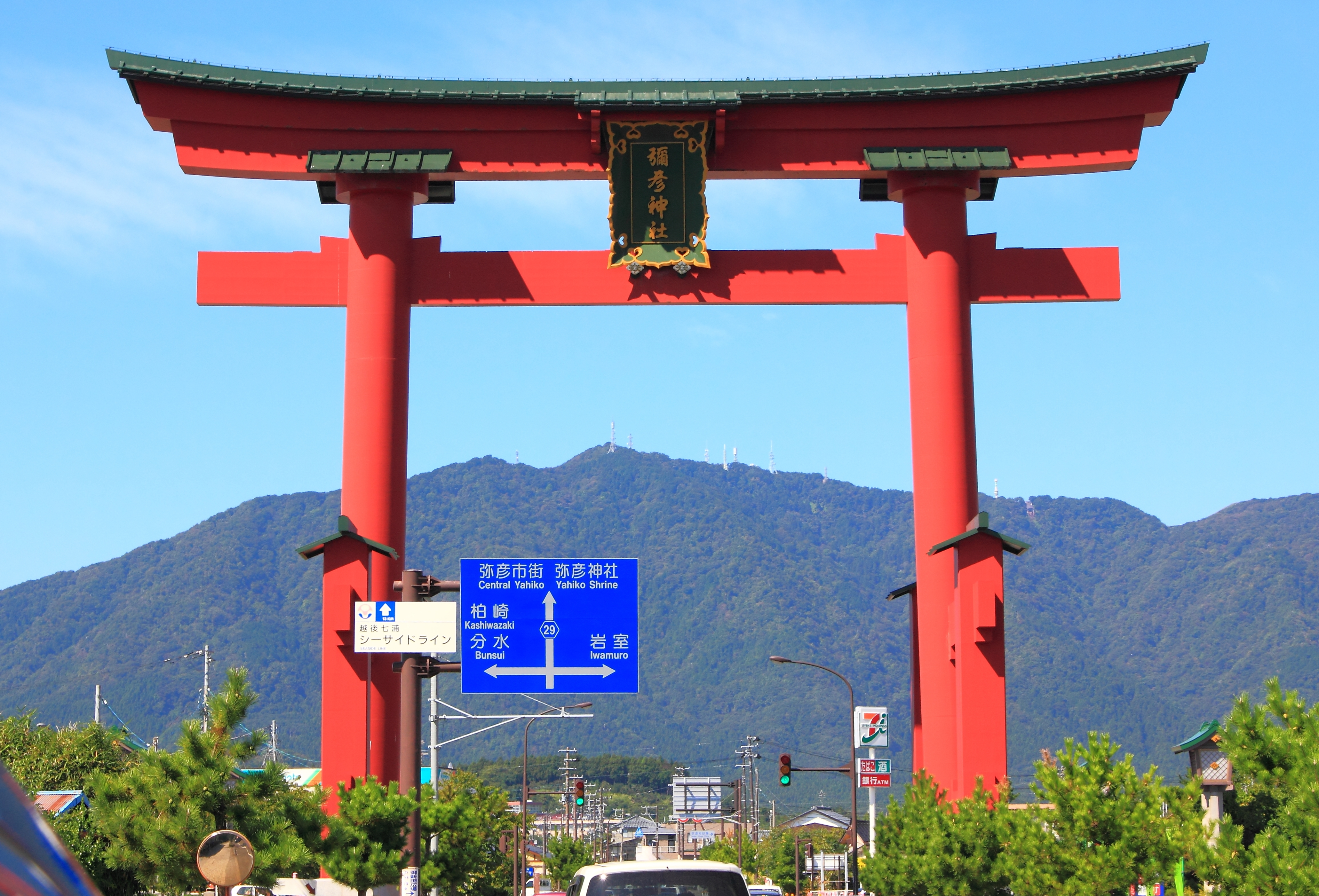
彌彦神社大鳥居

駅前は弥彦村矢作地区の住宅街となっており、役場や学校が集中している。
- 弥彦村役場[1]
- 弥彦村立弥彦小学校
- 弥彦村立弥彦中学校
- 彌彦神社大鳥居[1] - 1982年（昭和57年）、上越新幹線の開業を記念して県道29号の矢作交差点東側に建立された。
- JA新潟かがやき弥彦支店
- ひらせいホームセンター弥彦店
- 新潟県道29号吉田弥彦線[1]
- 新潟県道297号矢作長崎線

## バス路線
当駅発着の一般路線バスは運行されていないが、コミュニティバスが1路線あり、弥彦村と燕市が共同で事業を実施している「弥彦・燕広域循環バス」（やひこ号）が2024年（令和6年）3月改正時点では平日5往復運行されている。
当駅から北西へ徒歩約2分に「農協前」バス停が設置されており、ビジョンよしだ方面やてまりの湯方面へと結んでいる。なお、休日・年末年始は全便運休となる。

## 隣の駅
東日本旅客鉄道（JR東日本）
■弥彦線
弥彦駅 - 矢作駅 - 吉田駅